# Alcabón (kommunhuvudort)
Alcabón är en kommunhuvudort i Spanien.   Den ligger i provinsen Toledo och regionen Kastilien-La Mancha, i den centrala delen av landet, 70 km sydväst om huvudstaden Madrid. Alcabón ligger 531 meter över havet och antalet invånare är 688.
Terrängen runt Alcabón är platt. Runt Alcabón är det ganska glesbefolkat, med 26 invånare per kvadratkilometer. Närmaste större samhälle är Torrijos, 7,6 km öster om Alcabón. Trakten runt Alcabón består till största delen av jordbruksmark.